# Reyer Venezia Mestre 2017-2018
Questa voce raccoglie le informazioni riguardanti la Reyer Venezia Mestre nelle competizioni ufficiali della stagione 2017-2018.

## Stagione
La stagione 2017-2018 della Reyer Venezia Mestre sponsorizzata Umana, è la 48ª nel massimo campionato italiano di pallacanestro, la Serie A.

## Roster
Aggiornato al 9 gennaio 2018.
| Umana Reyer Venezia Mestre 2017-18 | Umana Reyer Venezia Mestre 2017-18 |
| Giocatori                          | Staff tecnico                      |
| ---------------------------------- | ---------------------------------- |

| N. | Naz.                                                   | Ruolo | Nome              | Anno | Alt.   | Peso   |  |
| -- | ------------------------------------------------------ | ----- | ----------------- | ---- | ------ | ------ |  |
| 0  | Stati Uniti (bandiera) · Georgia (bandiera)            | P     | Marquez Haynes    | 1986 | 191 cm | 84 kg  |  |
| 2  | Croazia (bandiera)                                     | AG    | Hrvoje Perić      | 1985 | 201 cm | 102 kg |  |
| 3  | Stati Uniti (bandiera)                                 | G     | Dominique Johnson | 1987 | 191 cm | 88 kg  |  |
| 4  | Stati Uniti (bandiera) · Macedonia del Nord (bandiera) | P     | Marques Green     | 1982 | 165 cm | 80 kg  |  |
| 4  | Stati Uniti (bandiera) · Rep. Dominicana (bandiera)    | P     | Édgar Sosa        | 1988 | 188 cm | 80 kg  |  |
| 6  | Stati Uniti (bandiera) · Grecia (bandiera)             | AP    | Michael Bramos    | 1987 | 198 cm | 102 kg |  |
| 7  | Italia (bandiera)                                      | G     | Stefano Tonut     | 1993 | 194 cm | 90 kg  |  |
| 9  | Stati Uniti (bandiera)                                 | A     | Austin Daye       | 1988 | 211 cm | 91 kg  |  |
| 10 | Italia (bandiera)                                      | P     | Andrea De Nicolao | 1991 | 185 cm | 75 kg  |  |
| 11 | Stati Uniti (bandiera)                                 | G     | Michael Jenkins   | 1986 | 191 cm | 89 kg  |  |
| 12 | Lituania (bandiera)                                    | A     | Gediminas Orelik  | 1990 | 200 cm | 102 kg |  |
| 13 | Italia (bandiera)                                      | PG    | Riccardo Bolpin   | 1997 | 197 cm | 90 kg  |  |
| 14 | Italia (bandiera)                                      | AC    | Tomas Ress (C)    | 1980 | 209 cm | 102 kg |  |
| 17 | Rep. Ceca (bandiera)                                   | G     | Tomáš Kyzlink     | 1993 | 196 cm | 80 kg  |  |
| 19 | Italia (bandiera)                                      | AC    | Paul Biligha      | 1990 | 200 cm | 106 kg |  |
| 30 | Argentina (bandiera) · Italia (bandiera)               | GA    | Bruno Cerella     | 1986 | 194 cm | 93 kg  |  |
| 50 | Stati Uniti (bandiera)                                 | AC    | Mitchell Watt     | 1989 | 208 cm | 102 kg |  |
| -  | Italia (bandiera)                                      | G     | Mattia Favaretto  | 2000 | 190 cm |        |  |

| Allenatore |
| - Walter De Raffaele                                                                                          |
| Assistente/i                                                                                                  |
| - Alberto Billio - Alberto Buffo - Gianluca Tucci Legenda - (C) Capitano - (IN) Inattivo - Infortunato Roster |

## Mercato

### Sessione estiva
| Acquisti | Acquisti           | Acquisti          | Acquisti      | Acquisti |
| R.       | Nome               | da                | Modalità      |          |
| -------- | ------------------ | ----------------- | ------------- | -------- |
| G        | Dominique Johnson  | Pall. Varese      | definitivo    |          |
| AC       | Mitchell Watt      | Shabab Al-Ahli    | definitivo    |          |
| P        | Andrea De Nicolao  | Pall. Reggiana    | definitivo    |          |
| AP       | Gediminas Orelik   | Bandırma Banvit   | definitivo    |          |
| C        | Paul Biligha       | Vanoli Cremona    | definitivo    |          |
| GA       | Bruno Cerella      | Olimpia Milano    | prestito      |          |
| PG       | Riccardo Bolpin    | Recanati          | fine prestito |          |
| G        | Tomáš Kyzlink      | Bourg-en-Bresse   | definitivo    |          |
| G        | Michael Jenkins    | Pistoia Basket    | definitivo    |          |
| P        | Michele Ruzzier    | Fortitudo Bologna | fine prestito |          |
| C        | Alessandro Simioni | Pall. Trieste     | fine prestito |          |

| Cessioni | Cessioni           | Cessioni          | Cessioni       | Cessioni |
| R.       | Nome               | a                 | Modalità       |          |
| -------- | ------------------ | ----------------- | -------------- | -------- |
| PG       | Ariel Filloy       | Scandone Avellino | fine contratto |          |
| C        | Jamelle Hagins     | Afyon Belediye    | fine contratto |          |
| C        | Esteban Batista    | Welcome           | fine contratto |          |
| AC       | Melvin Ejim        | UNICS Kazan'      | fine contratto |          |
| C        | Benjamin Ortner    | Free agent        | fine contratto |          |
| G        | Riccardo Visconti  | Scaligera Verona  | prestito       |          |
| AP       | Jeff Viggiano      | Free agent        | fine contratto |          |
| G        | Tyrus McGee        | Pistoia Basket    | fine contratto |          |
| P        | Michele Ruzzier    | Vanoli Cremona    | fine contratto |          |
| P        | Julyan Stone       | Charlotte Hornets | rescissione    |          |
| C        | Alessandro Simioni | A. Costa Imola    | fine contratto |          |
| P        | Michele Antelli    | G.M. OrziBasket   | prestito       |          |
| G        | Federico Miaschi   | Virtus Padova     | prestito       |          |

### Dopo l'inizio della stagione
| Acquisti | Acquisti      | Acquisti      | Acquisti         | Acquisti   |
| R.       | Nome          | da            | Data             | Modalità   |
| -------- | ------------- | ------------- | ---------------- | ---------- |
| P        | Marques Green | Free agent    | 29 novembre 2017 | definitivo |
| A        | Austin Daye   | Free agent    | 29 gennaio 2018  | definitivo |
| P        | Édgar Sosa    | N.Z. Breakers | 14 marzo 2018    | definitivo |

| Cessioni | Cessioni      | Cessioni        | Cessioni        | Cessioni    |
| R.       | Nome          | a               | Data            | Modalità    |
| -------- | ------------- | --------------- | --------------- | ----------- |
| G        | Tomáš Kyzlink | Mens Sana Siena | 17 gennaio 2018 | prestito    |
| P        | Marques Green | Jesi Academy    | 18 gennaio 2018 | rescissione |

## Risultati

### Serie A

#### Girone d'andata
| Arbitri: | Vicino (Bologna) Bartoli (Trieste) Galasso (Siena) |

|                                          |            |                               |
| Culpepper 26 Chappell 18 Burns, Smith 13 | Punti      | 20 Orelik 19 Haynes 16 Bramos |
| Chappell 5                               | Assist     | 10 Johnson                    |
| Chappell 12                              | Rimbalzi   | 9 Bramos                      |
| Marco Sodini                             | Allenatori | Walter De Raffaele            |